# Dichelomorpha medana
Dichelomorpha medana är en skalbaggsart som beskrevs av Moser 1924. Dichelomorpha medana ingår i släktet Dichelomorpha och familjen Melolonthidae. Inga underarter finns listade i Catalogue of Life.